# Formel 1-VM 1985
Formel 1-VM 1985 hade 16 deltävlingar som kördes under perioden 7 april-3 november. Förarmästerskapet vanns av fransmannen Alain Prost och konstruktörsmästerskapet av McLaren-TAG. 

## Vinnare
- Förare:  Alain Prost, Frankrike, McLaren-TAG
- Konstruktör:  McLaren-TAG, Storbritannien

## Grand Prix 1985
| Grand Prix                 | Datum        | Bana              | Vinnande förare  | Vinnande tillverkare |   |
| -------------------------- | ------------ | ----------------- | ---------------- | -------------------- | - |
| Brasiliens Grand Prix      | 7 april      | Jacarepagua       | Alain Prost      | McLaren-TAG          | * |
| Portugals Grand Prix       | 21 april     | Estoril           | Ayrton Senna     | Lotus-Renault        | * |
| San Marinos Grand Prix     | 5 maj        | Imola             | Elio de Angelis  | Lotus-Renault        | * |
| Monacos Grand Prix         | 19 maj       | Monte Carlo       | Alain Prost      | McLaren-TAG          | * |
| Kanadas Grand Prix         | 16 juni      | Montréal          | Michele Alboreto | Ferrari              | * |
| USA:s Grand Prix           | 23 juni      | Detroit           | Keke Rosberg     | Williams-Honda       | * |
| Frankrikes Grand Prix      | 7 juli       | Paul Ricard       | Nelson Piquet    | Brabham-BMW          | * |
| Storbritanniens Grand Prix | 21 juli      | Silverstone       | Alain Prost      | McLaren-TAG          | * |
| Tysklands Grand Prix       | 4 augusti    | Nürburgring       | Michele Alboreto | Ferrari              | * |
| Österrikes Grand Prix      | 18 augusti   | Österreichring    | Alain Prost      | McLaren-TAG          | * |
| Nederländernas Grand Prix  | 25 augusti   | Zandvoort         | Niki Lauda       | McLaren-TAG          | * |
| Italiens Grand Prix        | 8 september  | Monza             | Alain Prost      | McLaren-TAG          | * |
| Belgiens Grand Prix        | 15 september | Spa-Francorchamps | Ayrton Senna     | Lotus-Renault        | * |
| Europas Grand Prix         | 6 oktober    | Brands Hatch      | Nigel Mansell    | Williams-Honda       | * |
| Sydafrikas Grand Prix      | 19 oktober   | Kyalami           | Nigel Mansell    | Williams-Honda       | * |
| Australiens Grand Prix     | 3 november   | Adelaide          | Keke Rosberg     | Williams-Honda       | * |

## Stall, nummer och förare 1985
| Stall/Tillverkare                               | Nummer | Förare                                 |
| ----------------------------------------------- | ------ | -------------------------------------- |
| Alfa Romeo                                      | 22     | Riccardo Patrese, Italien              |
| Alfa Romeo                                      | 23     | Eddie Cheever, USA                     |
| Arrows-BMW                                      | 17     | Gerhard Berger, Österrike              |
| Arrows-BMW                                      | 18     | Thierry Boutsen, Belgien               |
| Brabham-BMW                                     | 7      | Nelson Piquet, Brasilien               |
| Brabham-BMW                                     | 8      | Francois Hesnault, Frankrike           |
| Brabham-BMW                                     | 8      | Marc Surer, Schweiz                    |
| Ferrari                                         | 27     | Michele Alboreto, Italien              |
| Ferrari                                         | 28     | Rene Arnoux, Frankrike                 |
| Ferrari                                         | 28     | Stefan "Lill-Lövis" Johansson, Sverige |
| Ligier-Renault                                  | 25     | Andrea de Cesaris, Italien             |
| Ligier-Renault                                  | 25     | Philippe Streiff, Frankrike            |
| Ligier-Renault                                  | 26     | Jacques Laffite, Frankrike             |
| Lotus-Renault                                   | 11     | Elio de Angelis, Italien               |
| Lotus-Renault                                   | 12     | Ayrton Senna, Brasilien                |
| McLaren-TAG                                     | 1      | Niki Lauda, Österrike                  |
| McLaren-TAG                                     | 1      | John Watson, Storbritannien            |
| McLaren-TAG                                     | 2      | Alain Prost, Frankrike                 |
| Minardi (Minardi-Ford & Minardi-Motori Moderni) | 29     | Pierluigi Martini, Italien             |
| Osella-Alfa Romeo                               | 24     | Piercarlo Ghinzani, Italien            |
| Osella-Alfa Romeo                               | 24     | Huub Rothengatter, Nederländerna       |
| RAM-Hart                                        | 9      | Manfred Winkelhock, Tyskland           |
| RAM-Hart                                        | 9      | Philippe Alliot, Frankrike             |
| RAM-Hart                                        | 10     | Philippe Alliot, Frankrike             |
| RAM-Hart                                        | 10     | Kenny Acheson, Storbritannien          |
| Renault                                         | 14     | Francois Hesnault, Frankrike           |
| Renault                                         | 15     | Patrick Tambay, Frankrike              |
| Renault                                         | 16     | Derek Warwick, Storbritannien          |
| Spirit-Hart                                     | 21     | Mauro Baldi, Italien                   |
| Team Haas (Lola-Hart)                           | 33     | Alan Jones, Australien                 |
| Toleman-Hart                                    | 19     | Teo Fabi, Italien                      |
| Toleman-Hart                                    | 20     | Piercarlo Ghinzani, Italien            |
| Tyrrell (Tyrrell-Ford & Tyrrell-Renault)        | 3      | Martin Brundle, Storbritannien         |
| Tyrrell (Tyrrell-Ford & Tyrrell-Renault)        | 3      | Stefan Bellof, Tyskland                |
| Tyrrell (Tyrrell-Ford & Tyrrell-Renault)        | 4      | Stefan "Lill-Lövis" Johansson, Sverige |
| Tyrrell (Tyrrell-Ford & Tyrrell-Renault)        | 4      | Stefan Bellof, Tyskland                |
| Tyrrell (Tyrrell-Ford & Tyrrell-Renault)        | 4      | Martin Brundle, Storbritannien         |
| Tyrrell (Tyrrell-Ford & Tyrrell-Renault)        | 4      | Ivan Capelli, Italien                  |
| Tyrrell (Tyrrell-Ford & Tyrrell-Renault)        | 4      | Philippe Streiff, Frankrike            |
| Williams-Honda                                  | 5      | Nigel Mansell, Storbritannien          |
| Williams-Honda                                  | 6      | Keke Rosberg, Finland                  |
| Zakspeed                                        | 30     | Jonathan Palmer, Storbritannien        |
| Zakspeed                                        | 30     | Christian Danner, Tyskland             |

## Slutställning förare 1985
| Placering | Förare            | Konstruktör     | Poäng |
| --------- | ----------------- | --------------- | ----- |
| 1         | Alain Prost       | McLaren-TAG     | 73    |
| 2         | Michele Alboreto  | Ferrari         | 53    |
| 3         | Keke Rosberg      | Williams-Honda  | 40    |
| 4         | Ayrton Senna      | Lotus-Renault   | 38    |
| 5         | Elio de Angelis   | Lotus-Renault   | 33    |
| 6         | Nigel Mansell     | Williams-Honda  | 31    |
| 7         | Stefan Johansson  | Ferrari         | 26    |
| 8         | Nelson Piquet     | Brabham-BMW     | 21    |
| 9         | Jacques Laffite   | Ligier-Renault  | 16    |
| 10        | Niki Lauda        | McLaren-TAG     | 14    |
| 11        | Thierry Boutsen   | Arrows-BMW      | 11    |
| 12        | Patrick Tambay    | Renault         | 11    |
| 13        | Marc Surer        | Brabham-BMW     | 5     |
| 14        | Derek Warwick     | Renault         | 5     |
| 15        | Philippe Streiff  | Ligier-Renault  | 4     |
| 16        | Stefan Bellof     | Tyrrell-Ford    | 4     |
| 17        | Rene Arnoux       | Ferrari         | 3     |
| 18        | Ivan Capelli      | Tyrrell-Renault | 3     |
| 19        | Andrea de Cesaris | Ligier-Renault  | 3     |
| 20        | Gerhard Berger    | Arrows-BMW      | 3     |

## Slutställning konstruktörer 1985
| Placering | Konstruktör            | Poäng |
| --------- | ---------------------- | ----- |
| 1         | McLaren-TAG            | 90    |
| 2         | Ferrari                | 82    |
| 3         | Williams-Honda         | 71    |
| =         | Lotus-Renault          | 71    |
| 5         | Brabham-BMW            | 26    |
| 6         | Ligier-Renault         | 23    |
| 7         | Renault                | 16    |
| 8         | Arrows-BMW             | 14    |
| 9         | Tyrrell-Ford           | 4     |
| 10        | Tyrrell-Renault        | 3     |
| 11        | Osella-Alfa Romeo      | 0     |
| =         | Minardi-Motori Moderni | 0     |
| =         | Alfa Romeo             | 0     |
| =         | RAM-Hart               | 0     |
| =         | Zakspeed               | 0     |
| =         | Toleman-Hart           | 0     |
| =         | Minardi-Ford           | 0     |
| =         | Spirit-Hart            | 0     |
| =         | Lola-Hart              | 0     |